# Pé de Valsa
Antônio Machado de Oliveira, conhecido como Pé de Valsa (Rio de Janeiro, 1 de dezembro de 1924 — Local e data da morte desconhecidos), foi um ex-futebolista brasileiro que atuou como volante. Era reconhecido como um exímio driblador, de onde veio o seu apelido.

## Carreira
Atuou nas décadas de 40 e 50 por Fluminense e São Paulo. Pelo clube carioca marcou 8 gols em 227 jogos entre 1945 e 1951, e pelo paulista marcou 10 gols em 208 jogos, entre 1951 e 1956. Foi vendido para o Esporte Clube Taubaté onde jogou 1 ano e meio e conquistou o torneio Miguel Couto Filho. Posteriormente foi transferido para o Paulista de Jundiaí, onde encerrou sua carreira.
O calção levantado acima do umbigo, realçando a altura das pernas, que já era pouco comum, corpo leve e esguio, velocidade e uma incrível disposição, faziam de Pé de Valsa um jogador diferente. Parecia valer por dois, pois toda a hora estava em todo lugar do campo - e com seu tipo físico diferenciado, nunca deixava de ser notado.
Ganhou o apelido por conta da facilidade com que driblava os adversários, e por sua grande mobilidade no meio de campo.

## Títulos
Fluminense
- Campeonato Carioca: 1946 e 1951
- Torneio Municipal do Rio de Janeiro: 1948
- Torneio Miguel Couto Filho 1956

São Paulo

- Campeonato Paulista: 1953
- Pequena Taça do Mundo: 1955